# Tapete persa

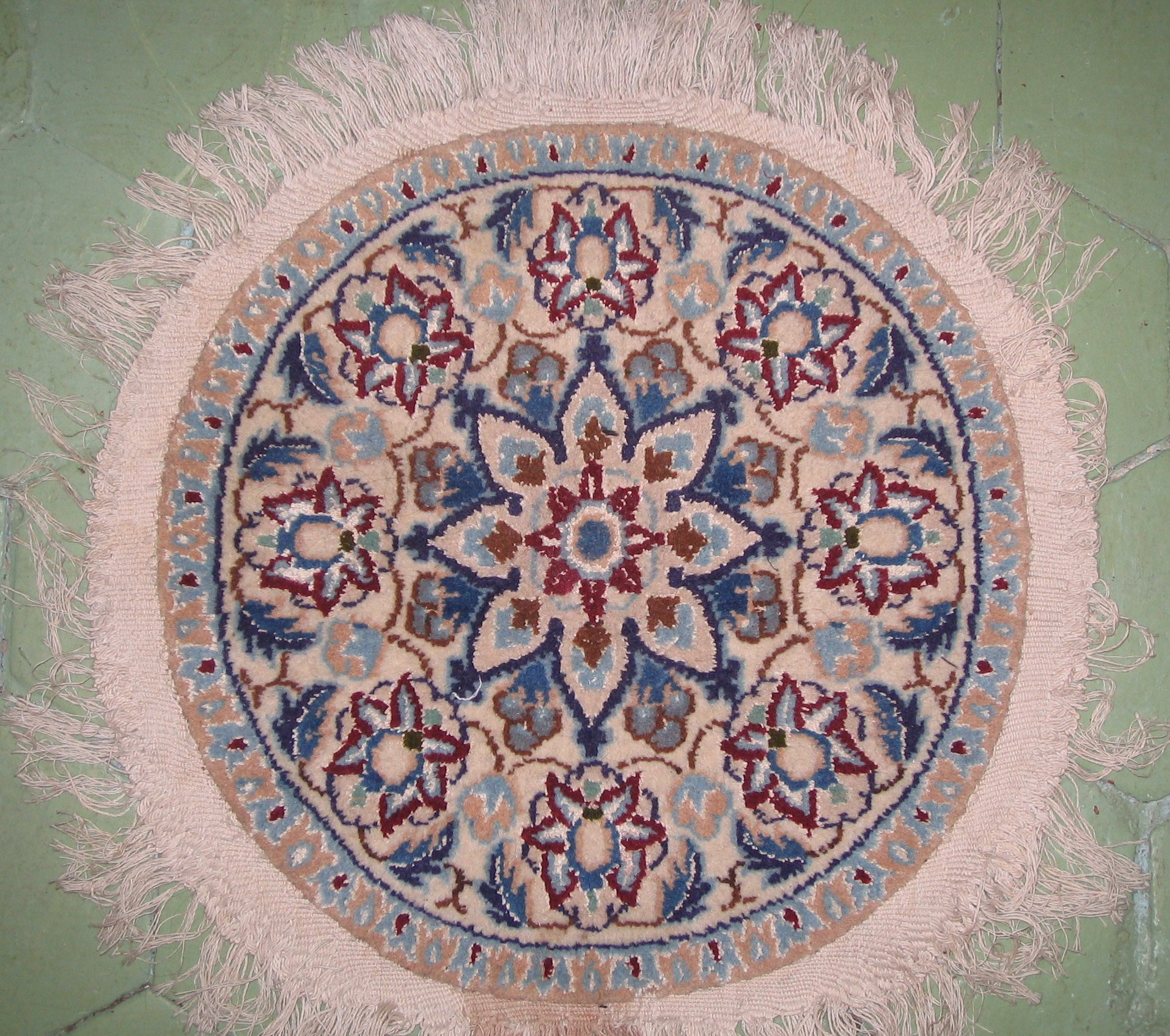
Tapete redondo de Nain

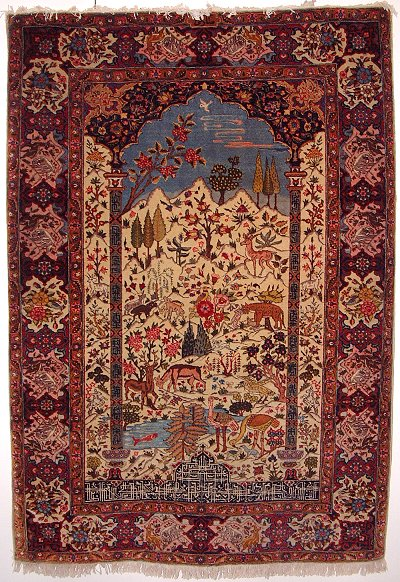
Tapete de Tabriz

O tapete persa (em pálavi bōb em persa farš فرش, significando "estender" e qāli) é uma parte essencial da arte e cultura persas. A tecelagem de tapetes é indubitavelmente uma das manifestações mais características da cultura e arte persas e remonta à antiga Pérsia. Os tapetes iranianos sempre foram os mais bonitos e mais vendidos do mundo ao longo da história.
O luxo, a que se associam os tapetes persas, forma um surpreendente contraste com sua modesta origem entre as tribos nômades da Pérsia. O tapete era um bem necessário para proteger-se do inverno rigoroso. Posteriormente, converteu-se em um meio de expressão artística pela liberdade que possibilita principalmente a escolha de cores vivas e dos motivos empregados. Os segredos da tecelagem têm passado de geração em geração. Os artesãos utilizavam os insetos, as plantas, as raízes, as cascas e outros ingredientes como fonte de inspiração.
A partir do século XVI, a tecelagem de tapetes se desenvolveu até converter-se em arte.
Os tapetes persas podem ser divididos em três grupos: Farsh / 'Qālii' (para medida superior a 1,80x1,20 metro), Qālicheh (para medida igual ou menor a 1,80x1,20 metro), e tapetes nômades conhecidos por Kilim, (incluindo o Zilu, significando tapete tôsco).

## História

### Os primeiros tapetes

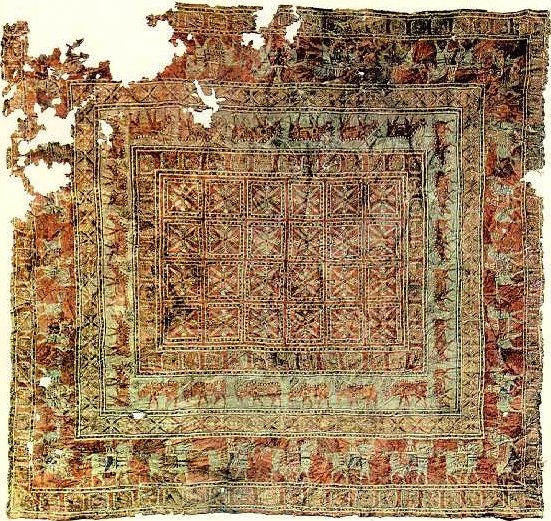
Tapete Pazyryk, o tapete mais antigo do mundo, século V a.C.

A arte de tecer tapetes existe no Irã desde os tempos antigos, de acordo com as evidências e, na opinião de cientistas. Um exemplo de tais evidências é o tapete Pazyryk de 2 500 anos produzido no período Aquemênida, por volta de 500 a.C..
As primeiras provas documentais sobre a existência de tapetes persas vieram através de textos chineses que remontam ao período Sassânida (224 - 641).
Esta arte sofreu várias mudanças em diferentes períodos da história iraniana na medida em que ela passou pela era islâmica indo até a invasão mongol do Irã. Após a invasão, a arte começou a crescer novamente durante o reinado das dinastias mongóis dos Timúridas e dos Ilcânidas.
Com o passar dos anos, os materiais utilizados na confecção dos tapetes, como a lã, a seda e o algodão, se decompõem. Devido a isso, os arqueólogos raramente conseguem descobrir algum vestígio útil deles nas escavações arqueológicas. O que permaneceu dos tempos antigos como evidência da tecelagem de tapetes não vai além de alguns pedaços desgastados. Esses fragmentos não ajudam muito no reconhecimento das características de tecelagem de tapetes anteriores ao período seljúcida (séculos XIII e XIV) na Pérsia.

### Período pré-islâmico
Em uma única escavação arqueológica, em 1949, o excepcional tapete Pazyryk foi descoberto entre o gelo do vale Pazyryk, nas Montanhas Altai, na Sibéria. O tapete foi encontrado no túmulo de um príncipe cita. Testes com carbono-14 indicaram que o tapete Pazyryk foi tecido no século V a.C.. Este tapete tem 2,83 por 2,00 metros e tem 36 nós simétricos por cm². A avançada técnica de tecelagem usada no tapete Pazyryk indica uma longa história de evolução e de experiências nesta arte. O tapete Pazyryk é considerado como o mais antigo tapete do mundo. Sua área central é de cor vermelho escuro e tem duas grandes bordas, uma representando um veado e a outra um cavaleiro persa.
No entanto, acredita-se que o tapete de Pazyryk provavelmente não seja um produto nômade, mas sim um produto de um centro de produção de tapetes aquemênidas.
Registros históricos mostram que a corte aquemênida de Ciro, o Grande em Pasárgada era decorada com magníficos tapetes. Isto foi há mais de 2500 anos atrás. É dito que Alexandre II da Macedônia ficou deslumbrado com os tapetes que viu na área do túmulo de Ciro, o Grande em Pasárgada.
Até o século VI, os tapetes persas de lã ou de seda eram muito apreciados pelos nobres da corte em toda a região. O tapete Bahârestân (em persa: فرش بهارستان, significando o tapete da primavera) foi encomendado pelo xá sassânida Cosroes I (r. 531–579) para a sala principal de audiências do Palácio Imperial da dinastia sassânida em Ctesifonte, na província de Cuararão (atual Iraque). Media 140 metros (450 pés) de comprimento por 27 metros (90 pés) de largura, e seus desenhos representavam um jardim. Em 637, quando a capital iraniana, Ctesifonte, foi ocupada, o tapete Baharestan foi levado pelos árabes, cortado em pedaços menores, e dividido entre os soldados vencedores como espólio.
Segundo os historiadores, o famoso trono Tāqdis era também coberto com 30 tapetes Baharestan especiais representando os 30 dias do mês e quatro outros tapetes representando as quatro estações do ano.

### Período islâmico

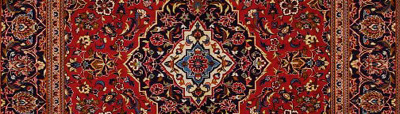
Desde o fio de fibras até as cores, cada parte do tapete persa é tradicionalmente feita à mão a partir de ingredientes naturais ao longo de muitos meses. Este árduo processo é mostrado no filme nipo/iraniano Kaze no jûtan (O Tapete de Vento) de 2003, dirigido por Kamal Tabrizi

No século VIII a província do Azerbaijão esteve entre os maiores centros de tecelagem de tapetes e carpetes (zilu) do Irã. A província de Mazandaran, além de pagar impostos, enviou todos os anos 600 tapetes para as cortes dos califas em Bagdá. Naquele tempo, os principais itens exportados dessa região eram tapetes e carpetes para serem usados durante as orações. Além disso, os tapetes de Coração, Sistão e Bucara, devido à seus desenhos e motivos tinham grande aceitação entre os compradores.
Durante os governos das dinastias seljúcida e Ilcanato, a tecelagem de tapetes era ainda um negócio florescente tanto que o chão de uma mesquita construída por Gazã, em Tabriz, região noroeste do Irã, era coberto com magníficos tapetes persas. Ovelhas eram criadas especialmente para a produção da fina lã usada para tecer os tapetes. Os desenhos dos tapetes ilustrados nas iluminuras pertencentes ao Império Timúrida dão prova do desenvolvimento desta indústria, nesse momento. Existe também outra pintura em iluminura daquele tempo, que retrata o processo de tecer tapetes.
Durante esse período foram criados os centros de tingimento próximos às áreas de tecelagem. A indústria começou a prosperar até o Irã ser atacado pelos exércitos mongóis.
O tapete persa mais antigo deste período, que chegou até os nossos dias, é um exemplar da era Safávida (1501-1736), tapete este conhecido como Ardabil, atualmente no Museu Vitória e Alberto, em Londres. Este tapete muito famoso tem sido objeto de intermináveis cópias variando de tamanho desde os bem pequenos indo até os de escalas maiores. Existe um 'Ardabil' na 10 Downing Street, Londres e até mesmo Adolf Hitler possuía um 'Ardabil' em seu escritório em Berlim.

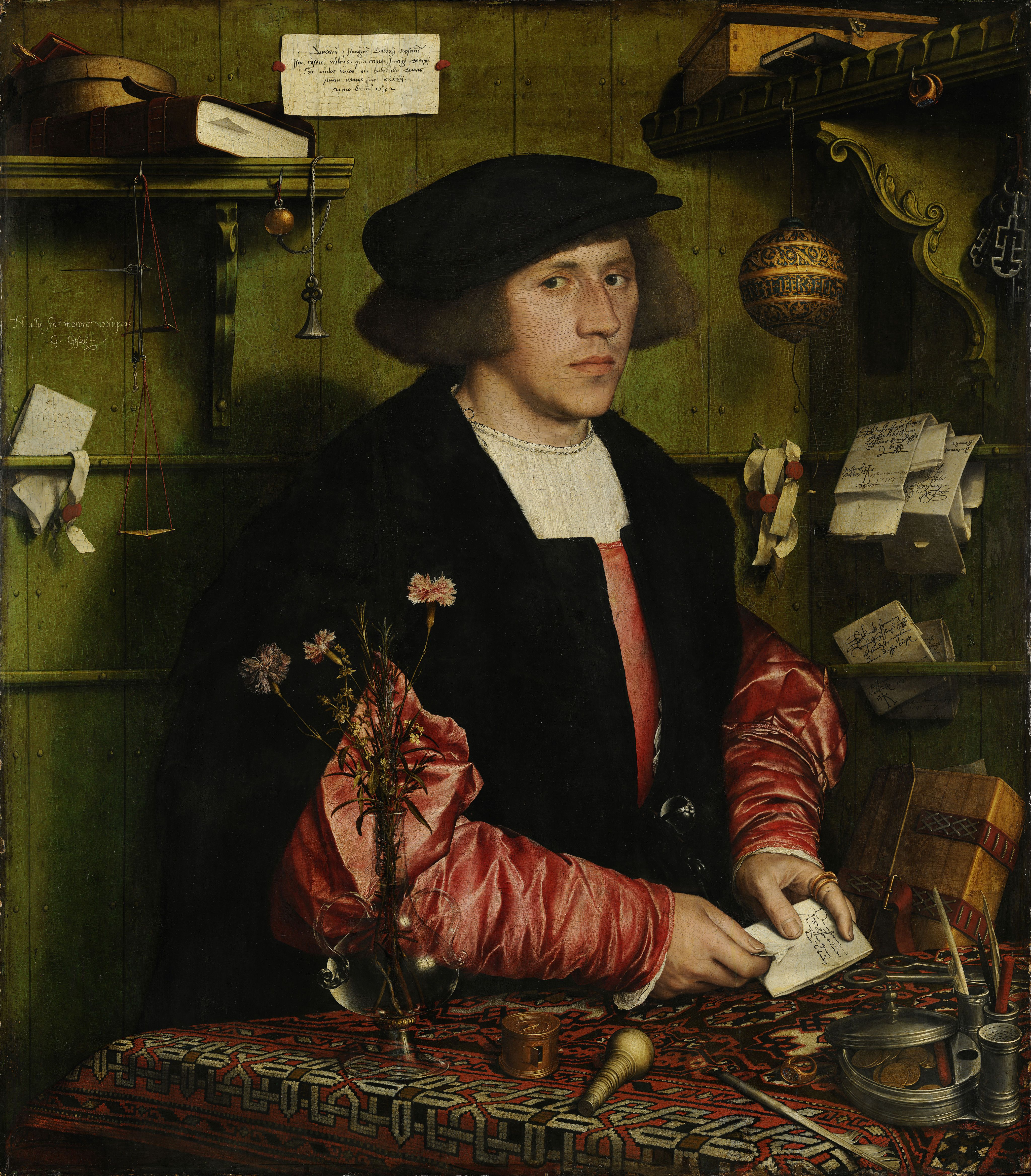
Georg Gisze, um comerciante alemão em Londres, 1532, Berlim, por Hans Holbein, o Jovem

Os tapetes tecidos em 1539-40 trazem a data da confecção. A base é de seda e a composição da superfície
de lã com uma densidade de nós de 300-350 nós por polegada quadrada (470-540 000 nós por metro quadrado). O tamanho dos tapetes é de 10,5 x 5,3 metros.
Existe muita variedade entre os tapetes persas clássicos dos séculos XVI e XVII. Há numerosas sub-regiões que contribuem para as concepções distintas dos tapetes persas deste período, tais como Tabriz e Carmânia. Os motivos mais comuns incluem os ramos de videira, arabescos, folhas de palmeiras, conjunto de nuvens, medalhões, e a sobreposição de padrões geométricos em vez de figuras humanas ou de animais. Desenhos de figuras são particularmente populares no mercado iraniano e não são tão comuns em tapetes exportados para o Ocidente.

### Chegada na Europa
Segundo Kurt Erdmann, os tapetes do Oriente não chegaram na Europa antes do século XIII. De fato, nas pinturas de Giotto di Bondone (1266–1337) aparecem tapetes presumivelmente de origem persa; provavelmente foi o primeiro a representá-los, seguido de Jan van Eyck (c. 1390–1441), Andrea Mantegna (1435–1506), Anthony van Dyck (1599–1641) e Peter Paul Rubens (1577–1640). Os tapetes adquiridos pelos europeus eram muito valiosos para serem estendidos no chão, tal como era costume no Oriente. Os termos usados nos inventários venezianos mostram que os tapetes eram colocados sobre as mesas (tapedi da desco, tapedi da tavola) ou cobrindo arcas que serviam de assento (tapedi da cassa). As pinturas européias confirmam estes usos.

### Período moderno

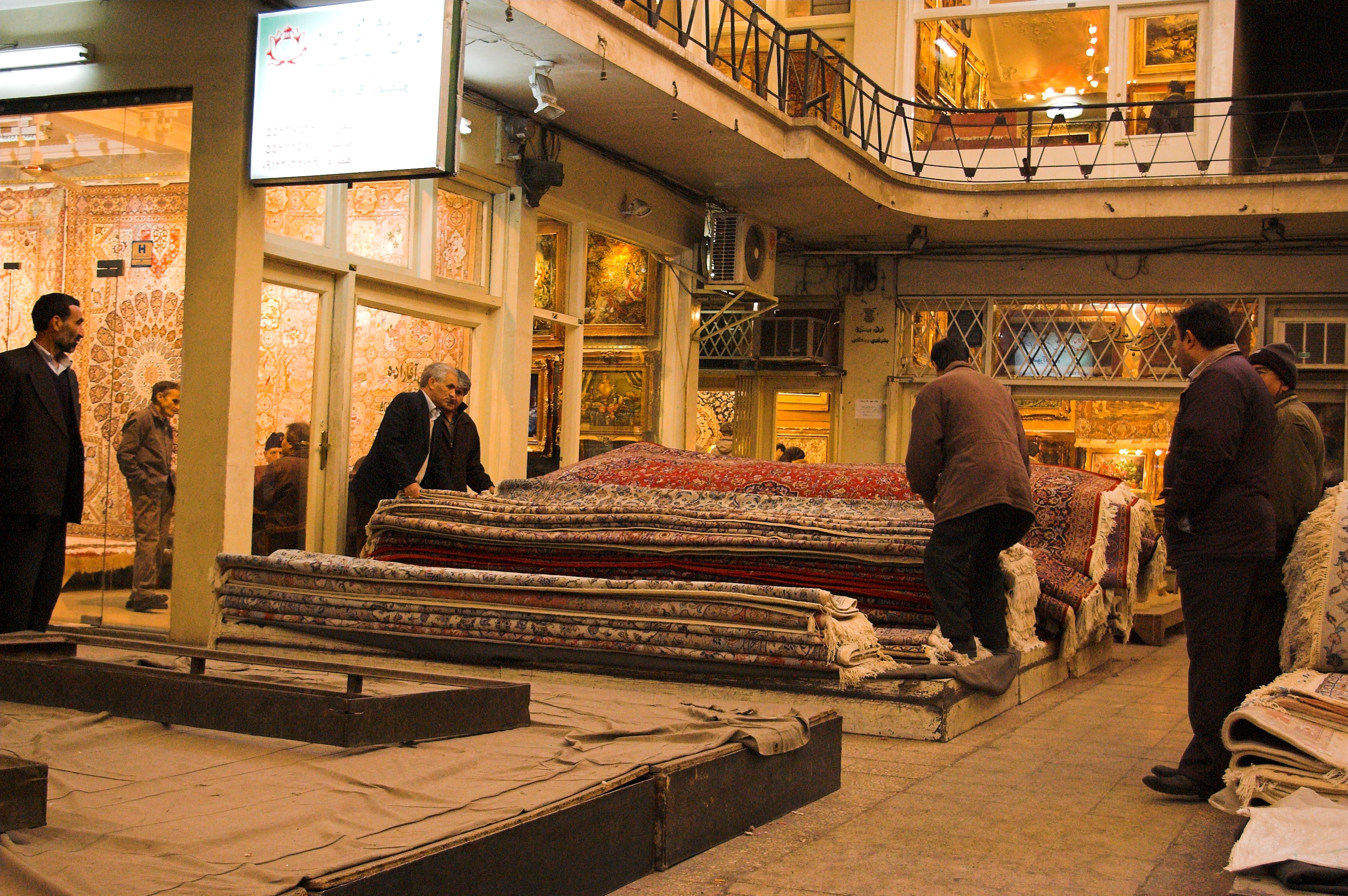
Venda de tapetes no grande bazar de Teerã, 2008

As duas guerras mundiais representam um período de declínio para os tapetes persas. A produção volta a crescer depois de 1948, e surgem luxuosíssimos tapetes graças ao incentivo dado pela dinastia Pahlavi. Em 1949, o governo iraniano organiza uma conferência em Teerã para solucionar os problemas da queda da qualidade dos tapetes, constatados desde os últimos sessenta anos (uso de anilina e de corantes ao crômio, queda da qualidade dos desenhos, uso do nó jofti). Como resultado desta conferência, o governo tomou uma série de medidas que levaram a uma renovação do tapete persa.
Devido a revolução islâmica a produção de tapetes persas diminuiu extraordinariamente uma vez que o novo regime considerava os tapetes como um "tesouro nacional" e proibiu a sua exportação para o Ocidente. Esta política foi abandonada em 1984, devido à importância dos tapetes como fonte de receitas. As exportações conheceram um novo avanço no final da década de 1980 e com o término da guerra Irã-Iraque. Entre março e agosto de 1986, triplicaram seu valor (de 35 milhões de EUA dólares para 110 milhões) e dobraram seu volume (de 1154 toneladas para 2845), o que contribuiu para uma queda mundial no preço dos tapetes.
Atualmente, as técnicas tradicionais de tecelagem estão bem vivas, apesar da maior parte da produção de tapetes ter-se mecanizado. Os tapetes tradicionais tecidos à mão são comprados no mundo todo e geralmente são muito mais caros que os confeccionados à máquina por serem um produto artístico. No Museu do Tapete do Irã, em Teerã, podem ser vistas muitas peças selecionadas de tapetes persas.
Nos últimos anos, os tapetes iranianos vêm sofrendo forte concorrência de outros países que produzem falsificações dos desenhos originais iranianos. A ausência de registros de marcas e patentes dos produtos originais é a causa dos maiores problemas com esta arte tradicional, bem como a redução da qualidade das matérias-primas no mercado local e a conseqüente perda dos padrões originais. A ausência da moderna Pesquisa e Desenvolvimento, está a causar o rápido declínio no tamanho e no valor de mercado desta arte.

## Fabricação

### O tear e as ferramentas

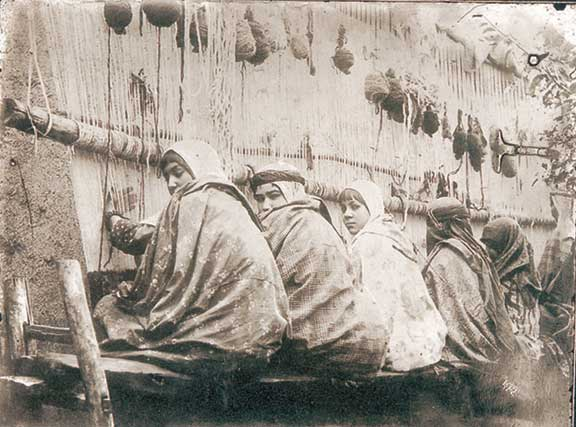
Mulheres tecendo um tapete em um tear vertical (em 1890)

Há quatro tipos de teares: o tear horizontal, o tear vertical fixo, o tear vertical do tipo Tabriz e o tear vertical feixe do rolo.
- O tear horizontal é o mais primitivo dos quatro. Na atualidade só o utilizam os nômades. Consiste simplesmente de duas varas de madeira entre as quais se esticam os fios de lã no sentido longitudinal. Durante o trabalho, os fios do urdume se mantêm esticados graças a estacas atadas às extremidades de cada vara e cravadas no chão. Os tapetes tecidos em teares horizontais são geralmente pequenos. Este tear é facilmente transportado quando a tribo se desloca de um lugar para outro.
- O tear vertical fixo, empregado quase que exclusivamente nos centros de produção de menor importância, é também um modelo rústico. Trata-se de uma estrutura vertical cujos travessões suportam as extremidades de duas varas redondas e paralelas chamadas de "cilindro". Entre estes dois cilindros se fixam os fios da trama. A tecelagem começa sempre por baixo. Durante o trabalho, o artesão fica sentado em uma tábua que se apóia nas travessas dos andaimes fixados nos travessões verticais do tear. Conforme a tecelagem avança, a tábua que serve de assento deve elevar-se ao mesmo tempo em que o tapete. Este tipo de tear é usado para tapetes cujo comprimento não ultrapasse ao do tear, que é geralmente de três metros.

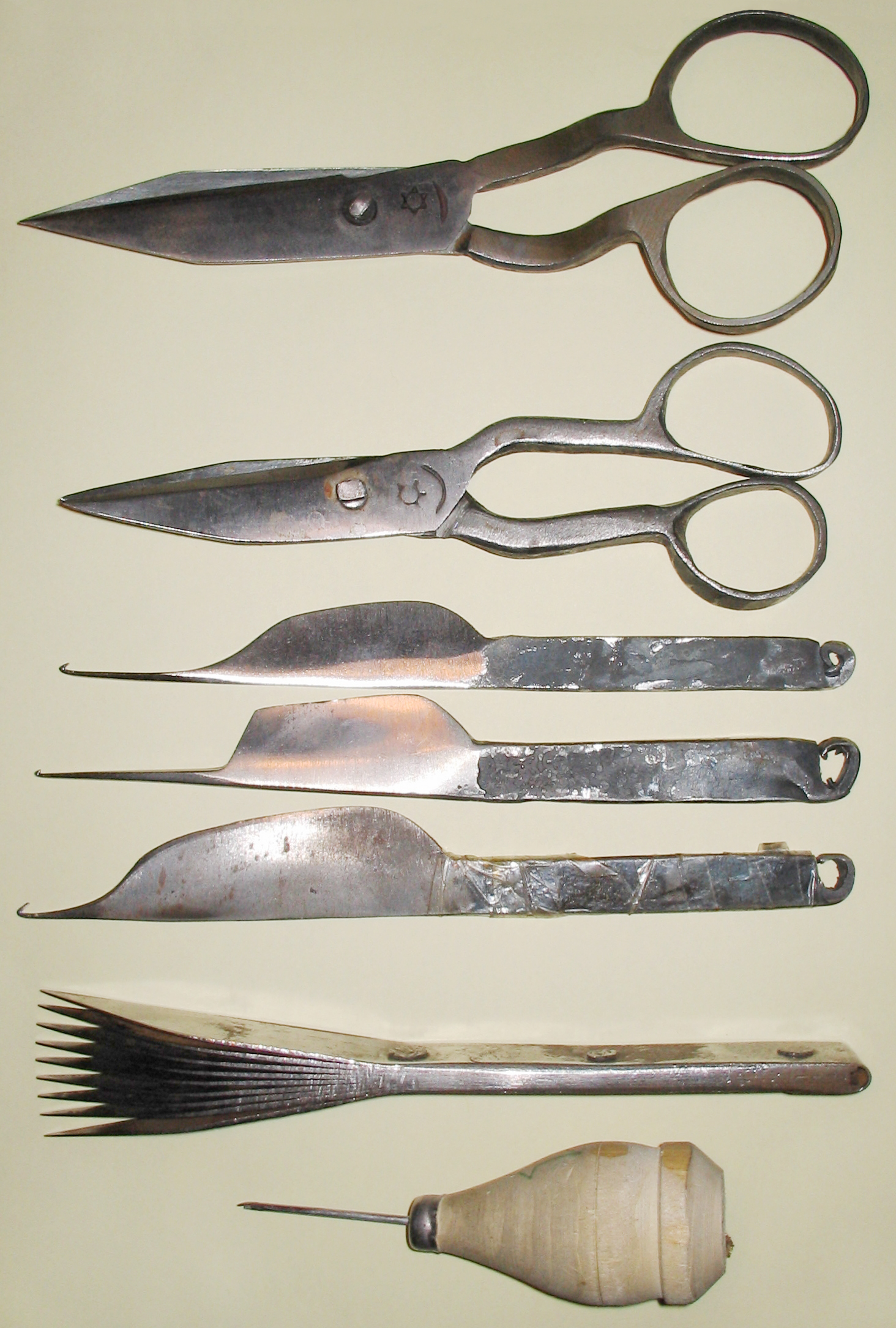
Ferramentas usadas na fabricação de tapetes. De cima para baixo: tesouras, facas, pente e agulha

- O tear chamado de Tabriz representa um aperfeiçoamento do tear vertical. Foi inventado pelos artesãos desta cidade iraniana. É utilizado em todas as partes dos grandes centros de produção no Irã. Neste tipo de tear, os fios do urdume vão se enrolando do cilindro superior para a bobina inferior, sob a qual passam antes de voltar para o cilindro superior. Este sistema apresenta a vantagem de poder tecer peças de igual tamanho até duas vezes a altura do tear.
- O último tipo de tear, de feixe do rolo, representa a versão mais desenvolvida do tear vertical. Todo o fio do urdume necessário para a tecelagem do tapete está enrolado no cilindro superior, de maneira que na bobina inferior se enrola o tapete conforme vai se avançando o trabalho. Este tear permite confeccionar tapetes de qualquer comprimento.

As ferramentas utilizadas na confecção de um tapete são poucas e muito simples. A faca serve para cortar o fio depois que cada nó é amarrado; totalmente de metal, às vezes está dotada de um gancho que serve para separar as costas da urdidura ao amarrar um nó e então retirar o fio através das costas da urdidura (principalmente no Tabriz). O pente ou carda é feito de várias lâminas de metal cujos extremos se separam para formar os dentes. Depois que a conclusão de uma fileira dos nós é tecida e de passar uma costa da trama através das urdiduras, a costa de trama e a fileira dos nós são batidas com o pente. O pente é movido para cima e para baixo através das costas da urdidura, pressionando a costa de trama no alto dos nós que fixam os nós no lugar. As tesouras, planas e largas, são usadas para o corte depois que uma fileira foi tecida desigual em um espaço muito pequeno. E são usadas constantemente pelos artesãos.

### As matérias-primas

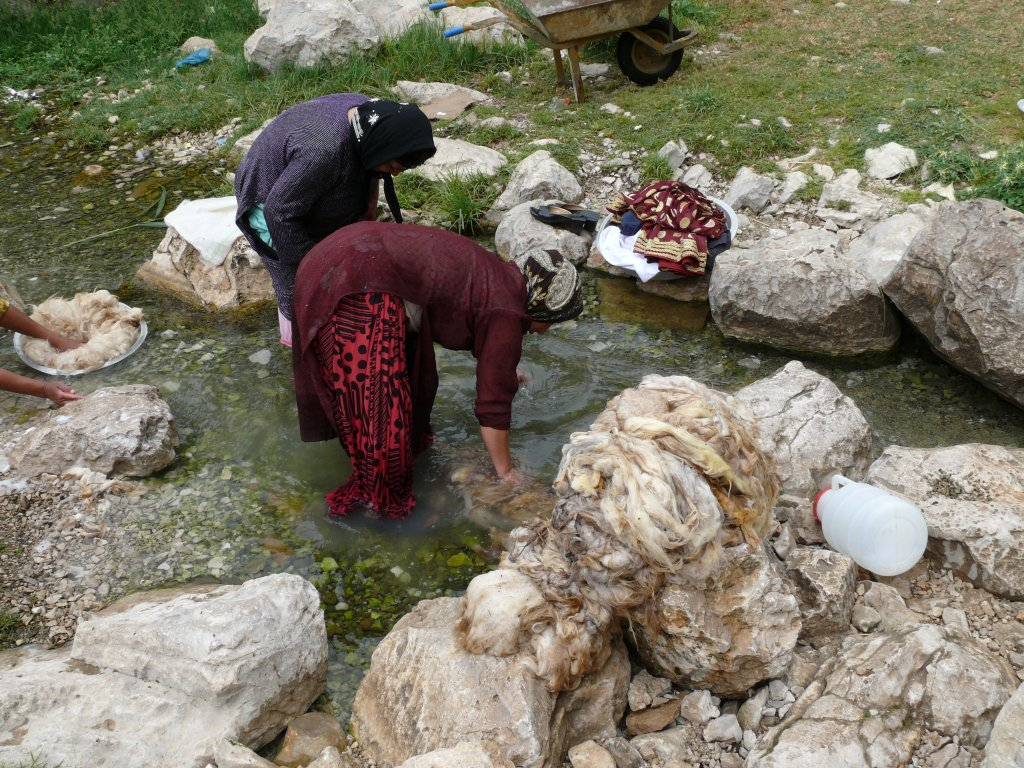
Mulheres nômades na tarefa de lavar a lã

Os materiais necessários para a confecção de um tapete persa são: a lã, a seda e o algodão. A lã e a seda são usadas principalmente para o veludo do tapete, e raramente na urdidura e trama, que normalmente são de algodão. A lã de ovelha é a mais usada, principalmente a de fibra larga (extraída do peito e das costas do animal). A lã de cordeiro é também muito apreciada. Chama-se kurk a lã de boa qualidade, e de tabachi a de qualidade inferior. As lãs mais requisitadas procedem de Khorasan ou das tribos luras e curdas.
O algodão é usado exclusivamente para a urdidura e a trama. Em certos tipos de tapetes, como os de Qom ou de Na'in, o veludo da lã é mesclado com um fio de seda. Nos tapetes mais valiosos o veludo é de seda. Em alguns tapetes antigos são utilizados fios de ouro, de prata ou de seda rodeados de um fio de metal precioso.
Atualmente, a urdidura e a trama são sempre de algodão (exceto para alguns tapetes nômades totalmente de lã), porque é mais sólido e resistente e permite uma melhor manutenção do tapete.

### Os corantes
A diversidade tão grande de cores dos tapetes persas é, em grande parte, responsável por seu prestígio.
A lã para ser tingida é colocada primeiro em um banho concentrado de alúmen (pedra-ume), que atua como mordente. Depois, ela é tingida com um corante e finalmente, é colocada para secar ao sol.
Antes do surgimento das tintas sintéticas (a anilina foi descoberta em 1856 e o surgimento dos corantes na Pérsia ocorreu no final do {{séc|XIX), os tintureiros utilizavam somente tintas naturais, provenientes de substâncias vegetais. Algumas das tintas empregadas eram:
- O vermelho obtido da raiz da rubia, que cresce silvestre em grande parte do Irã.
- As folhas do índigo davam um azul que podia ser muito escuro, quase negro.
- As folhas da videira proporcionavam os amarelos, também obtidos a partir do açafrão (cor mais delicada), cultivado em Khorasan.
- O verde era obtido misturando o azul e o amarelo com o sulfato de cobre.
- As cores naturais da lã proporcionavam os cinzas e o marrom, que podem também serem obtidos da casca da noz.
- A lã natural de ovelha ou o pelo de camelo negro é utilizado para a cor preta, para o qual é usado também o óxido de ferro contido nas galhas que atacam os carvalhos.

Hoje em dia, a maioria dos tintureiros usam corantes sintéticos (exceto entre os nômades, que ainda usam as tintas naturais); muitos deles são corantes à base de crômio, que possui mais vantagens que a anilina e tem permitido diminuir os custos.
Em certos tapetes, e em alguns lugares ou no fundo, é possível que a tintura se altere. Esta mudança de cor chama-se abrash, e é a prova de que o tapete foi tingido com tintas vegetais.

### A urdidura e a trama
A urdidura é o conjunto de fios verticais tensionados entre os dois extremos do tear. As franjas do tapete são os extremos dos fios da urdidura.
A trama é constituída de um ou mais fios transversais (geralmente dois, um frouxo e outro tenso), dispostos entre duas fileiras de nós. A trama serve para apertar os nós em fileiras paralelas e garantir a solidez do tapete. A trama é apertada com um pente especial (ver imagem mais acima).

### Os nós
Há dois tipos de nós: o ghiordes ou turkbâf (também conhecido por "nó turco" ou "simétrico") e o nó senneh, ou farsbâf (também conhecido por "persa" ou "assimétrico"). O turkbâf é usado principalmente na Turquia e no Cáucaso. O farsbâf (fars significa "persa") é utilizado principalmente na Pérsia.
- No turkbâf, a fibra de lã se enrola ao redor dos fios da urdidura, de maneira que se forma uma espiral cujas extremidades voltam a aparecer entre os dois fios (ver esquema ao lado).
- No farsbâf, a fibra de lã forma uma única espiral ao redor de um dos dois fios da urdidura.

Alguns tecelões, querendo ganhar tempo (ainda que com a perda da qualidade do tapete), juntam as fibras de lã em dois fios da urdidura. Esses nós são chamados então de turkbâf jofti ou farsbâf jofti (também conhecidos por "nó duplo" ou "falso"). Assim, o tecelão dá apenas metade do número de nós, diminuindo a espessura da felpa e enfraquecendo a estrutura e o desenho do tapete.
O artesão começa sempre tecendo uma ourela debaixo do tapete. A ourela é uma borda apertada feita de muitos fios da trama que impede que o tapete se desfie ou que os nós se soltem. Quando se termina a ourela, pode-se começar o trabalho de atar. Cada fibra de lã se une a dois fios contíguos da urdidura. São estas fibras de lã que formarão o "veludo" do tapete. Quando se termina uma fileira, o tecelão passa um fio da trama, uma vez pela frente, outra por trás, de cada fio da urdidura. Depois de cada nó, o tecelão corta a fibra de lã a uns sete centímetros do nó e a vira para baixo; isto determina o "sentido" do tapete. De fato, uma das características dos tapetes persas é que parecem totalmente diferentes segundo o ângulo de visão e a incidência da luz.
A cada quatro ou seis fileiras, o artesão realiza um primeiro corte do veludo. Somente quando se termina de atar o tapete é que se iguala a superfície do veludo. Se o tapete é de boa qualidade, corta-se bem rente. Ao contrário, corta-se mais longo se a qualidade for menor.
É a qualidade da atadura que determina a qualidade e o preço de um tapete persa. Um tapete de qualidade média contém 2.500 nós por decímetro quadrado, um tapete de baixa qualidade somente 500 nós por decímetro quadrado. Um tapete de excelente qualidade pode conter até 10.000 nós por decímetro quadrado.

### Os tamanhos
- Ghali (literalmente "tapete"): designa os tapetes de grandes dimensões, de mais de 190x280 centímetros.
- Dozar ou Sedjadeh: empregados indiferentemente. O nome procede de do, "dois" e zar, uma medida persa correspondente a aproximadamente 105 centímetros. Estes tapetes medem uns 130–140 cm de comprimento por 200–210 cm de largura.
- Ghalitcheh: Tapete do mesmo tamanho que os precedentes, mas de melhor qualidade.
- Kelleghi ou Kelley: tapete de formato alongado que mede cerca de 150-200x300-600 cm. Este tapete localiza-se tradicionalmente na cabeça (kalleh significa "cabela" em persa) de um tapete (ghali).
- Kenareh: formato também alongado, porém de tamanho menor; 80–120 cm x 250–600 cm. Tradicionalmente é colocado ao lado (kenār significa "lado" em persa) de um tapete maior.
- Zaronim: corresponde a um zar e meio. Ou seja, estes tapetes medem uns 150 cm de largura.

## A diferença entre o tapete turco e o persa
A diferença entre o tapete turco (ou da Anatólia) e o persa é apenas uma questão de técnica de tecelagem e da tradição no emprego dos motivos decorativos.
Tipicamente, um tradicional tapete persa é amarrado com um único nó assimétrico (nó persa ou senneh), enquanto que o tradicional tapete turco é amarrado com um nó duplo simétrico (nó turco ou ghiordes). Isto significa que para cada 'carreira vertical' de fio em um tapete, o turco tem duas voltas em oposição a uma volta dos vários tapetes persas que utilizam o nó 'único' persa. Finalmente, o processo de 'nó simétrico' usado no tapete tradicional turco dá a impressão de que a imagem é construída por módulos em comparação com o tapete persa tradicional de nó simples cujo desenho é muito mais delicado. O estilo tradicional turco reduz também o número de nós por metro quadrado. Estes fatores contribuem para criar a antiga e internacional reputação da qualidade dos tapetes persas.
Hoje, é comum ver tecelagens de tapetes, tanto na Turquia quanto no Irã, usarem qualquer um dos dois estilos de nó. Quando se comparam os tapetes, a única maneira de definitivamente identificar o tipo de nó usado é dobrar o tapete horizontalmente e olhar a base do nó.

## Arquitetura de um tapete
Como se trata de uma obra de arquitetura, o tapete é confeccionado a partir de um plano (chamado 'cartão'), que mostra a composição, a disposição da decoração e a dos motivos. Um mestre (em persa: ostad), não obrigatoriamente um tecelão, mas sim, quase um pintor, desenha o cartão. O esquema de um tapete reproduz muitas vezes o de uma encadernação de manuscrito; ambas as artes estão intimamente ligadas já que seus desenhistas são muitas vezes os mesmos pintores.
Distinguem-se dois tipos: esquemas orientados e não orientados.

### Partes de um tapete
As diferentes partes de um tapete têm os seguintes nomes:
- Bordas secundárias: podem ser internas ou externas (em relação à borda principal) e são mais ou menos numerosas e mais ou menos estreitas. Às vezes, as bordas externas são de uma só cor.
- Borda principal: completa a ornamentação do tapete e proporciona um equilíbrio ao conjunto.
- Campo: é constituído pela parte interna do tapete, delimitado pelas bordas.
- Cantos: os cantos são formados pelos ângulos do campo.
- Medalhão central: os medalhões são de formas variadas: circular, oval, em forma de estrela ou poligonal.

### Esquemas orientados
Distribuem-se ao longo de um único eixo de simetria e impõem um sentido ao tapete, que só pode ser visto a partir de um único ponto. Os tapetes figurativos são concebidos muitas vezes desta maneira. Também é o caso dos tapetes de oração, que têm um campo adornado com um arco ou nicho chamado mirabe.

### Esquemas não orientados
Estes tapetes podem ser vistos de qualquer posição já que seus desenhos não estão orientados. A decoração é feita de motivos contínuos, ou de motivos semelhantes repetidos até cobrir a totalidade do campo.

### Esquema de motivo centrado
Este tipo de tapete também está desenhado para ser visto de qualquer posição, mas sua composição possui um elemento central dominante ao redor do qual se encontram os motivos secundários.

## Ornamentação

### Tapetes com motivos geométricos
Representam o gosto particular de um artesão ou as tradições de uma tribo.

Estes tapetes são ornamentados com elementos lineares (linhas verticais, horizontais e oblíquas). O desenho é muito simples e muitas vezes formado pela repetição de um mesmo motivo. Os desenhos geométricos são encontrados geralmente nos tapetes dos nômades, das pequenas cidades da Anatólia e do Cáucaso. Os motivos geométricos são transmitidos de geração em geração, e é fácil reconhecer a que tribo pertencem.

### Tapetes com desenhos curvilíneos ou florais
São resultantes da evolução da arte islâmica, a que pertencem.
Os primeiros tapetes com desenhos florais foram criados na era dos Safávidas, e mais concretamente a partir do xá Tamaspe I (1523-1576), para satisfazer os gostos dos Safávidas. A diferença entre os tapetes dos nômades e os florais deve-se ao papel do 'mestre' (ostad). Ele é quem desenha o cartão que será reproduzido pelos atadores. Os desenhos dos tapetes dos nômades são transmitidos pela tradição.

### Motivos
Os motivos do campo são um desenho repetido até ocupar toda a superfície do campo. Os mais conhecidos são os seguintes:
- o boteh: desenho em forma de amêndoa ou, para alguns, de cipreste. É o mais conhecido dos motivos empregados na Pérsia.
- o gol: palabra persa que significa 'flor'. É de forma octogonal.
- o hérati: motivo composto de uma rosácea central no interior de um losango. Os vértices do losango são completados com rosáceas menores.
- o joshagan: formado por uma sucessão de losangos ornamentados com flores estilizadas.
- o Kharshiang: caranguejo em persa. Motivo inventado no reinado do xá Abbas.
- o minah khani: motivo que evoca um campo de flores. É constituído de quatro flores dispostas de maneira a formar um losango e de uma flor menor no centro.
- o zil-e sultan: formado por dois vasos sobrepostos ornamentados com rosas e ramos floridos. Às vezes, há pássaros pousados nos vasos. Sua origem é relativamente recente (século XIX).
- Chah Abbasi: sob este nome agrupa-se toda uma série de desenhos inventados durante o reinado do xá Abbas. Trata-se de ornamentos a base de flores, inspiradas na flor-de-lis.

Os motivos da borda são os que adornam as laterais do tapete. Os mais conhecidos são os seguintes:
- o hérati da borda: são diferentes dos hérati de campo. São compostos de uma alternância de rosetas e de flores, e de ramos floridos.
- o boteh da borda: semelhante ao boteh de campo.
- o borda cúfico: leva este nome devido a sua semelhança com o estilo de escrita de mesmo nome. Sempre são de cor branca.
- o borda de folhas dentadas: formado por uma sucessão de folhas dentadas, dispostas em viés.

Os motivos de ornamentação são desenhos destinados a completar a ornamentação do campo e a borda. Encontramos os motivos seguintes:
- a estrela de oito pontas
- a rosácea
- a suástica
- a cruz grega
- o motivo chamado cão que corre.

As inscrições e as datas aparecem nas bordas de certos tapetes e são inscrições diversas: versículos do Alcorão, versos, dedicatórias, datas de fabricação, menção do lugar de produção, etc.

### Símbolos e significado
O tapete sempre cumpriu no Oriente uma dupla função, prática e simbólica, cujo sentido na atualidade se perde às vezes. Constitui um espaço mágico onde as bordas representam os elementos terrestres erguidos na defesa do campo, habitado pela esfera do universo e do divino
Um dos ornamentos mais comuns é a árvore, árvore da vida, que representa a fertilidade, a continuidade, e serve de ligação entre o subsolo, a terra e o divino. Este motivo totalmente pré-islâmico é representado, muitas vezes, nos tapetes de oração persas.
As nuvens, que sob uma forma muito estilizada podem converter-se em trevos, simbolizam a comunicação com o divino e a proteção divina.
O medalhão central representa o sol, o divino, o sobrenatural. Em alguns tapetes, os cantos repetem os motivos do medalhão central; estes quatro elementos passam a ter então o significado de portas de aproximação e de proteção do centro divino.
O jardim, associado ao paraíso (a palavra deriva do persa antigo pairideieza que significa 'jardim', 'cercado', que originou pardis em persa) dá lugar a um tipo de composição que aparece a partir do século XVII na Pérsia que imita os jardins dos xás, divididos em partes retangulares ou quadradas por alamedas e canais de irrigação (chahar bagh).
Também podem ser encontrados tapetes de tema cinegético: a caça é uma atividade apreciada pelos xás, que requer destreza, força e conhecimento da natureza. Este tema também está associado ao paraíso e às atividades espirituais, uma vez que a caça se desenvolve muitas vezes em uma natureza que pode invocar os jardins do paraíso. O tapete de Mantes, datado da segunda metade do século XVI e conservado no museu do Louvre é um bom exemplo.

## Tradicionais centros de produção de tapetes no Irã (Pérsia)
Os principais centros clássicos de produção de tapetes na Pérsia estavam em Tabriz (1500-1550), Caxã (1525-1650), Herate (1525-1650), e Carmânia (1600-1650).
A maioria dos tapetes de Tabriz tem um medalhão central e outros em cada um dos quatro cantos sobrepostos a um fundo ornamentado de ramos de videira, às vezes pontuado com caçadores montados, animais isolados, ou cenas de lutas de animais. Talvez o mais conhecido dos trabalhos de Tabriz seja a dos dois tapetes gêmeos provavelmente feitos para o santuário de Ardabil (hoje um deles se encontra na coleção do Victoria and Albert Museum, em Londres e o outro no museu da cidade de Los Angeles).
Caxã é conhecida por sua produção de tapetes de seda. Suas obras mais famosas são os três tapetes de seda que representam cenas de caça com caçadores a cavalo e suas presas, que são verdadeiras obras-primas, conservadas nas coleções do Museu de Artes Aplicadas de Viena (o MAK), o Museu de Belas Artes de Boston e o Museu de Estocolmo. Os tapetes de Caxã estão entre os mais valiosos atualmente. Sabe-se, por exemplo, que um tapete foi vendido em 1969 na Alemanha por $20 000.
Os tapetes de Herate, ou aqueles com desenhos semelhantes criados em Laore, no Paquistão e Agra, na Índia, são os mais numerosos nas coleções ocidentais. Eles são caracterizados por terem um campo vermelho com ornamentos de ramos de videira e palmeiras, com bordas verde-escuras ou azuis.
As sete classes de tapetes da Carmânia foram definidos por sua estrutura única e denominada "técnica do vaso". Os tipos de tapetes neste grupo incluem os tapetes de jardins (ornamentados com formas de jardins e canais de água) e os tapetes de treliças ogivais. Um exemplar bem conhecido e perfeito deste último tipo foi adquirido pelo Victoria and Albert Museum sob a orientação de William Morris. A influência dos tapetes persas é bem notada nos desenhos destes tapetes.

### Tipos de tapetes
Os vendedores de tapetes desenvolveram uma classificação para os tapetes persas baseada nos desenhos, nos tipos de tecidos e na técnica de tecelagem. As categorias são nomeadas a partir das cidades e regiões associadas com cada tipo de motivo. A seguinte lista apresenta os principais tipos de tapetes persas:
| Classificação dos tapetes persas |         |           |          |         |              |        |          |         |
| Abadeh                           | Ardabil | Bakhtiari | Balúchi  | Bijar   | Ferghan      | Hamadã | Heris    | Isfahan |
| Joshaghan                        | Caxã    | Carmânia  | Lorestão | Mashhad | Meshkinshahr | Nain   | Sanandaj | Sarab   |
| Saraband                         | Sarouk  | Qom       | Tabriz   | Teerã   | Varamin      | Xiraz  | Yazd     |         |

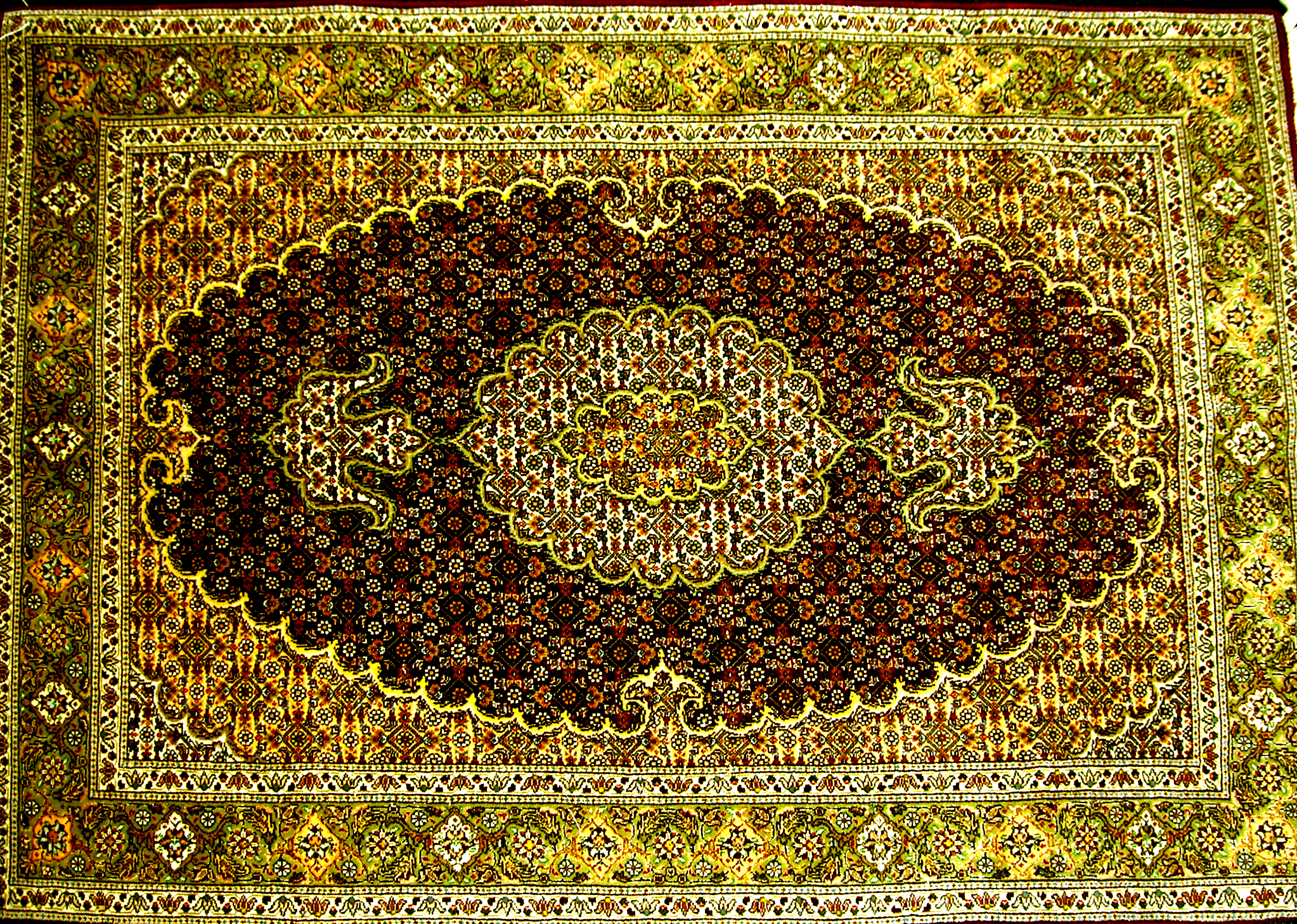
Tapete de Tabriz
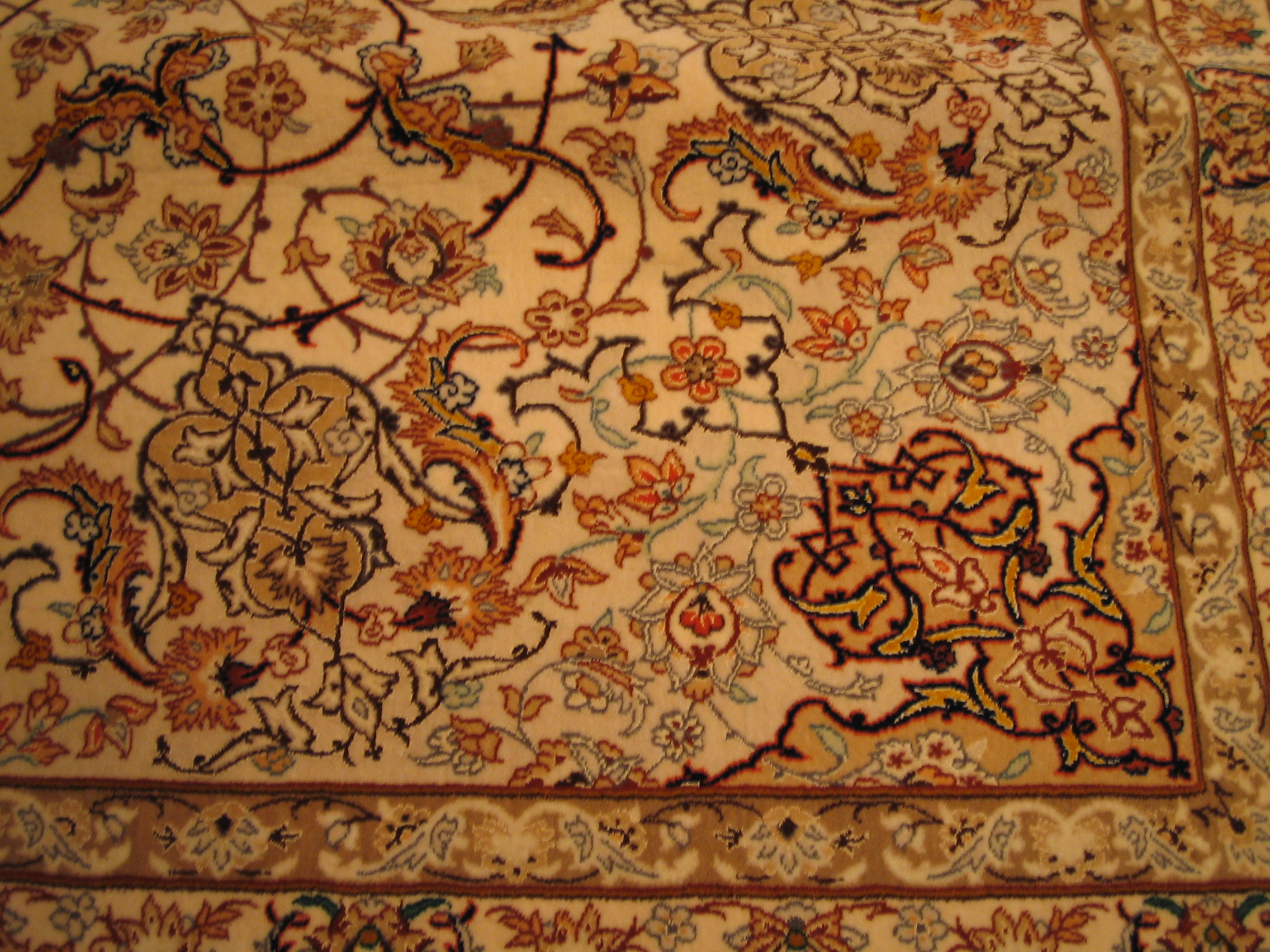
Detalhe do campo de um tapete de Isfahan
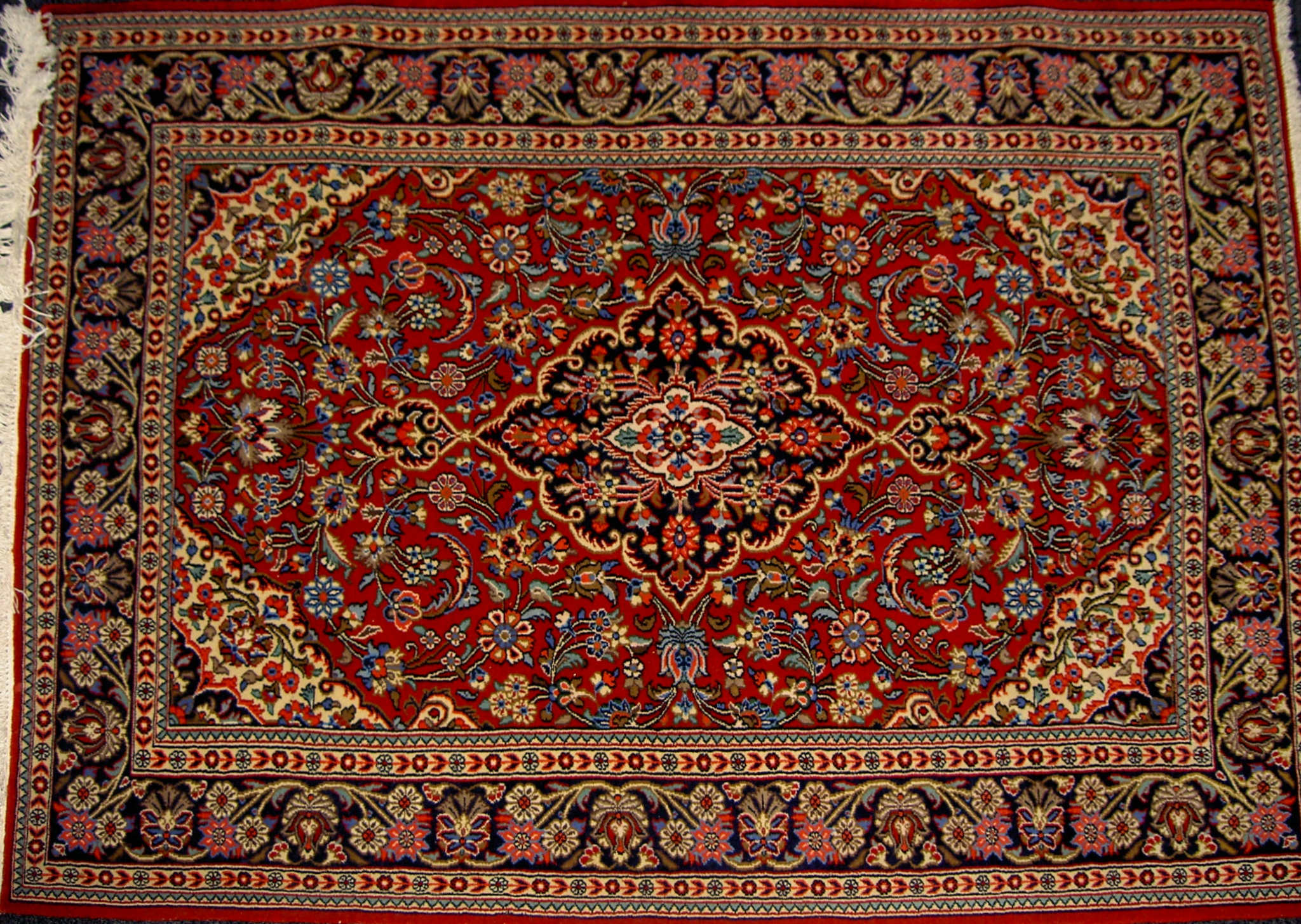
Tapete de Qom